# Gastrotheca andaquiensis
Gastrotheca andaquiensis és una espècie de granota de la família dels hemifràctids. Va ser descrit per Pedro Miguel Ruiz-Carranza i Jorge I. Hernández-Camacho el 1978.
És arbòria, viu a la vegetació al costat de fonts d'aigua dins del bosc de boira. Els ous es porten en una bossa a l'esquena de la femella, on es desenvolupen directament sense un estadi larvari.
Es troba als vessants amazònics dels Andes al sud de Colòmbia (als departaments de Caquetá, Huila i Putumayo) i a l'Equador al sud de la província de Zamora-Chinchipe, a 1.000-2.000 m d'altitud.